# آدیتیا بیرلا فشن
آدیتیا بیرلا فشن (انگلیسی: Aditya Birla Fashion) شرکت خرده‌فروشی پوشاک هندی است، که در سال ۱۹۹۷ تأسیس شد.